# 古賀篤
古賀 篤（こが あつし、1972年7月14日 - ）は、日本の政治家。自由民主党所属の衆議院議員（5期）、自由民主党政務調査会副会長。
内閣府副大臣、衆議院環境委員長、厚生労働副大臣、総務大臣政務官兼内閣府大臣政務官を歴任した。

## 経歴
福岡県福岡市生まれ。筑紫丘小学校、久留米大学附設中学校・高等学校を経て、東京大学法学部卒業。在学中に公認会計士試験合格。中学・高校時代の同級生に堀江貴文、孫泰蔵、三木雄信がいる。
1997年、大蔵省に入省。同期に小黒一正・法政大学准教授。財務省大臣官房総合政策課長補佐（渉外政策調整）、主計局主計官補佐（文部科学係主査）、金融庁総務企画局政策課長補佐などを務める。2012年5月、財務省を退職。
2012年12月の第46回衆議院議員総選挙で福岡3区に自由民主党から出馬。前職で民主党の藤田一枝を破り、初当選した。
2014年12月の第47回衆議院議員総選挙で福岡3区で再選。2015年10月、総務大臣政務官（行政管理、行政評価、恩給、統計を担当）兼内閣府大臣政務官（マイナンバー制度担当）に就任。
2017年10月の第48回衆議院議員総選挙で福岡3区で3選。
2021年10月6日、第1次岸田内閣で厚生労働副大臣に就任。
同年10月31日の第49回衆議院議員総選挙で福岡3区で4選。
2023年12月14日、自民党5派閥の政治資金パーティーをめぐる裏金問題で、岸田文雄首相は清和政策研究会（安倍派）の閣僚4人と副大臣5人を事実上更迭。古賀は堀井学の後任として、内閣府副大臣に就任した。
2024年1月1日16時10分、能登半島地震発生。地震による被害状況把握のため当日現地に派遣され、石川県庁に設置した現地対策本部にて本部長を務める。
同年9月27日に行われた自民党総裁選挙において林芳正の推薦人に名を連ねた。
同年10月31日の第50回衆議院議員総選挙で福岡3区で5選。

## 政策・主張
- 憲法改正と集団的自衛権の行使容認に賛成[13]。
- アベノミクスを評価する[13]。
- 軽減税率の導入に賛成[13]。
- 村山談話・河野談話を見直すべきでない[13]。
- ヘイトスピーチを法律で規制することに反対[13]。
- 2014年の朝日新聞のアンケートでは、選択的夫婦別姓制度導入について、「どちらとも言えない」としている[14]。一方、2016年の西日本新聞のアンケートでは、「夫婦同姓を基本とすべき」としている[15]。

## 所属団体・議員連盟
- 母乳バンクの拡充を求める議員連盟[16]
- 次世代ライフサイエンス・イノベーション議員連盟【幹事長】[16]
- 都市再生促進議員連盟【幹事長】[16]
- 医療介護福祉保育職等の人材の円滑な確保を考える議員連盟 【幹事長代行】[16]
- 公認会計士制度振興国会議員連盟 【副幹事長】[16]
- 鍼灸マッサージを考える国会議員の会 【幹事】[16]
- 全国保育関係議員連盟 【事務局長】[16]
- 航空議員連盟 【事務局長】[16]
- 日本アルゼンチン友好議員連盟 【事務局長】[16]
- メディカルフィットネス・健康増進施設推進議員連盟 【事務局長】[16]
- 自由民主党ワンヘルス推進議員連盟 【事務局長】[16]
- 量子技術推進議員連盟 【事務局次長】[16]
- 養蜂議員連盟 【事務局次長】[16]
- 遺家族議員協議会[16]
- 医師養成の過程から医師偏在是正を求める議員連盟[16]
- 栄養士議員連盟[16]
- LPG 対策議員連盟[16]
- 海上保安議員連盟[16]
- 日本が誇る医療用外用貼付剤の推進に関する議員連盟[16]
- 学校耐震化・施設整備等促進議員連盟[16]
- 眼科医療政策推進議員連盟[16]
- 看護問題対策議員連盟[16]
- 観光産業振興議員連盟[16]
- 日本の誇れる漢方を推進する議員連盟[16]
- 九州国会議員の会[16]
- 自由民主党行政書士制度推進議員連盟[16]
- 漁港漁場漁村整備促進議員連盟[16]
- 建築設計議員連盟[16]
- 建設関連産業のデジタル化を推進する議員連盟[16]
- 公団住宅居住者を守る議員連盟[16]
- 港湾議員連盟[16]
- 国民医療を守る議員の会[16]
- 街の酒屋さんを守る国会議員の会[16]
- 国民歯科問題議員連盟[16]
- 指定自動車教習所を応援する議員連盟[16]
- 自動車議員連盟[16]
- 自由民主党自動車整備議員連盟[16]
- 司法書士制度を考える自由民主党議員懇話会[16]
- 小規模企業税制確立議員連盟[16]
- 水産政策推進議員協議会[16]
- 自由民主党生活衛生議員連盟[16]
- 税理士制度改革推進議員連盟[16]
- セルフメディケーション推進議員連盟[16]
- 自由民主党タクシー・ハイヤー議員連盟[16]
- 自由民主党たばこ議員連盟[16]
- 賃貸住宅対策議員連盟[16]
- TKC 議員連盟[16]
- データサイエンス議員連盟[16]
- 自由民主党都市公園緑地等整備促進議員連盟[16]
- 土地家屋調査士制度改革推進議員連盟[16]
- トラック輸送振興議員連盟[16]
- 難聴対策推進議員連盟[16]
- 農業委員会等に関する議員懇話会[16]
- 国際競争力ある農業人材の育成に向けた議員連盟[16]
- 自由民主党バス議員連盟[16]
- パン産業振興議員連盟[16]
- ヘルステック推進議員連盟[16]
- 弁理士制度推進議員連盟[16]
- 放射線技師議員連盟[16]
- 保険制度改善推進議員連盟[16]
- 日本香港友好議員連盟[16]
- 森林を活かす都市の木造化推進議員連盟[16]
- 薬剤師問題議員懇談会[16]
- 遊技産業議員連盟[16]
- 有床診療所の活性化を目指す議員連盟[16]
- 郵便局の新たな利活用を推進する議員連盟[16]
- 自由民主党幼児教育議員連盟[16]
- 自由民主党酪政会[16]
- リハビリテーションを考える議員連盟[16]

## 著書

### 寄稿
- 自民党国家戦略本部 編『日本未来図2030』、日経BP社、2014年12月、ISBN 4822225194

## 選挙歴
| 当落 | 選挙                   | 執行日         | 年齢 | 選挙区      | 政党       | 得票数     | 得票率 | 定数 | 得票順位 /候補者数 | 政党内比例順位 /政党当選者数 |
| ---- | ---------------------- | -------------- | ---- | ----------- | ---------- | ---------- | ------ | ---- | ------------------ | ---------------------------- |
| 当   | 第46回衆議院議員総選挙 | 2012年12月16日 | 40   | 福岡県第3区 | 自由民主党 | 11万8299票 | 51.21% | 1    | 1/4                | /                            |
| 当   | 第47回衆議院議員総選挙 | 2014年12月14日 | 42   | 福岡県第3区 | 自由民主党 | 11万4093票 | 57.43% | 1    | 1/3                | /                            |
| 当   | 第48回衆議院議員総選挙 | 2017年10月22日 | 45   | 福岡県第3区 | 自由民主党 | 13万6499票 | 59.02% | 1    | 1/2                | /                            |
| 当   | 第49回衆議院議員総選挙 | 2021年10月31日 | 49   | 福岡県第3区 | 自由民主党 | 13万6499票 | 57.87% | 1    | 1/2                | /                            |
| 当   | 第50回衆議院議員総選挙 | 2024年10月27日 | 52   | 福岡県第3区 | 自由民主党 | 9万5074票  | 41.19% | 1    | 1/6                | /                            |